# Молочко, Николай Петрович
Никола́й Петро́вич Моло́чко (12 декабря 1919, с. Плетеничи, Волковысский повет, Брестский округ, Гражданское управление Восточных земель, Польская Республика (ныне Зельвенский район Гродненской области) — 6 апреля 1988, г. Минск) — белорусский партийный и государственный деятель. Кандидат экономических наук. Член ВКП(б).

## Биография
Родился в 1919 году, в деревне Плетяничи, Польша. После Великой Отечественной войны деревню переименовали в Червоное Село .
В детстве работал у кулаков и на кирпично-черепичном заводе. Дважды был осужден польским судом за революционную деятельность.  В 1939 году стал заместителем председателя Плетянического сельсовета, директором местного кирпичного завода.
В 1940 — 1946 годах служил в РККА. Участник Великой Отечественной войны. Был командиром взвода 16-й отдельной роты обслуживания армейской базы Волховского фронта, старшина.
В мирное время был заведующим военным отделом Зельвенского РК КПБ, с 1951 года - первым секретарем Вороновского, с 1957 года - первым секретарем Козловщинского РК КПБ.
В 1957 году окончил Высшую партийную школу при ЦК КПСС. С 1959 года инспектор ЦК КПБ, секретарь Гродненского обкома КПБ, а с 1961 года — председатель Гродненского облисполкома.
В 1972 году был выдвинут на должность министра торговли БССР.
Был женат на Банзиной Валентине Владимировне, имел двоих детей - Галину и Владимира.
Умер в Минске 6 апреля 1988 года.
Депутат Верховного Совета БССР.

## Произведения
После смерти в 1989 году были изданы его мемуары «О прожитом и пережитом» (Минск, 1989 г.).

## Награды
- орден Ленина
- орден Отечественной войны II степени (11.03.1985)
- орден Трудового Красного Знамени (12.12.1969)
- медаль «За боевые заслуги» (08.12.1944)
- другие медали

## Сноски
1. ↑  Справочник по истории Коммунистической партии и Советского Союза 1898 - 1991 Архивная копия от 6 августа 2016 на Wayback Machine (рус.)
2. 1 2  Н.П. Молочко. О прожитом и пережитом. — Минск: "Беларусь", 1989. — 191 с.
3. ↑  Николай Петрович Молочко (недоступная ссылка)(рус.)